# Abdulmajeed Al-Sulaiheem
Abdulmajeed Al-Sulaiheem (Riade, 15 de maio de 1994) é um futebolista profissional saudita que atua como meio-campista.

## Carreira
Abdulmajeed Al-Sulaiheem começou a carreira no Al-Shabab.

## Títulos
Al-Shabab
- Copa do Rei: 2014
- Supercopa da Arábia Saudita: 2014

Rayo Vallecano
- Segunda Divisão: 2017–18

Al-Nassr
- Supercopa da Arábia Saudita: 2020[2]
- Liga dos Campeões Árabes: 2023